# Монастырская (река)
Монасты́рская (также Баката́л; укр. Монастирська, крымскотат. Baqatal, Бакъатал) — маловодная река в Кировском районе Крыма, правая составляющая реки Чурюк-Су. Длина водотока 8 километров, площадь водосборного бассейна 16 км².
Исток реки — источник у развалин средневекового армянского монастыря Сурб Степанос (отсюда и название реки) на южном склоне горы Мачук Главной гряды Крымских гор, на лесистых склонах хребта Туар-Алан, течёт вначале на север, затем — в северо-восточном направлении. Согласно справочнику «Поверхностные водные объекты Крыма» у реки 4 безымянных притока, на подробных картах два из них (правые) подписаны, как овраги Биюк-узень и Мартыг-Дере. В справочнике и труде Олиферова и Тимченко Монастырская указана, как правая составляющая (вместе со Старокрымской) реки Чурюк-Су, сливающихся на высоте 220 м над уровнем моря; с 1957 года река впадает в Старокрымское водохранилище.